# Łudczyce
Łudczyce (biał. Лудчыцы; ros. Лудчицы; hist. Łuczyce) – wieś (agromiasteczko) na Białorusi, w rejonie bychowskim obwodu mohylewskiego, nad Dnieprem, około 10 km na południe od Bychowa.

## Historia
Pierwsze wzmianki o wsi pochodzą z 1598 roku. Dobra te należały do powiatu bychowskiego Rzeczypospolitej. 
Wieś magnacka położona była w końcu XVIII wieku w hrabstwie bychowskim w powiecie orszańskim województwa witebskiego.
Po I rozbiorze Polski w 1772 roku znalazły się na terenie Imperium Rosyjskiego. W XVIII i XIX wieku należały do rodziny Jeśmanów herbu Korczak. Ostatnim właścicielem majątku był Konrad Jeśman.
Od 1917 roku Łuczyce znalazły się w ZSRR, od 1991 roku – na Białorusi.

## Dawny dwór
Siedzibą rodziny Jeśmanów był duży, dziewiętnastowieczny, murowany, parterowy dwór. Był zbudowany na planie czworokąta, na wysokiej podmurówce, z typowym dworkowym, choć niecentralnie usytuowanym, gankiem (po lewej stronie). Wewnątrz były 22 pokoje. 
W przeciwieństwie do nieoryginalnego wyglądu zewnętrznego, wnętrza dworku kryły ciekawe wnętrza: z holu, idąc amfiladą traktem frontowym w prawo, znajdowała się bogata biblioteka (ponad 2 tysiące woluminów), następnie wielki salon o pięciu oknach, umeblowany empirowymi meblami mahoniowymi krytymi zielonym adamaszkiem, z 4 wielkimi starymi lustrami. Dalej w amfiladzie znajdował się pokój „bawialny” z meblami pokrytymi fornirem czeczotkowym i złotym adamaszkiem. Do wielkiego salonu przylegał od strony ogrodu pokój jadalny z werandą, z meblami dębowymi.
W pobliżu dworu stała sześciopokojowa oficyna, trochę dalej wielkie oranżerie i stajnie na 120 koni. Dwór był otoczony przez stary park krajobrazowy schodzący w kierunku Dniepru.
Dwór został najprawdopodobniej zniszczony po rewolucji październikowej.
Majątek w Łuczycach jest opisany w 1. tomie Dziejów rezydencji na dawnych kresach Rzeczypospolitej Romana Aftanazego.